# Triton-Haus
Das Triton-Haus ist ein Bürogebäudekomplex an der Bockenheimer Landstraße 42 und 44 in Frankfurt am Main.

## Nachkriegsbauten
Auf dem Gelände des heutigen Triton-Hauses befand sich bis 1952 eine Parkanlage. Im Mai 1952 wurden ein siebenstöckiges Bürogebäude der Alten Leipziger Lebensversicherungsgesellschaft und ein vierstöckiges Verwaltungsgebäude der Frankfurter Aufbau AG/Bundesstelle für den Warenverkehr fertiggestellt. Die schmucklosen Funktionsgebäude im Nachkriegsstil wurden über 30 Jahre genutzt.

## Neubau Triton-Haus
Im Januar 1985 erfolgte der Abriss der 1950er-Jahre-Bauten und 1985 bis 1987 der Bau des Triton-Hauses. Vorangegangen war ein erbitterter kommunalpolitischer Streit. Im März 1973 hatte die britische Immobilienfirma Samuel Properties das Gebäude für 55 Millionen DM von der Alten Allianz Versicherung erworben. Der vorgesehene Hochhausbau wurde jedoch von dem aktuellen Bebauungsplan verhindert, der eine zu niedrige Geschossflächenzahl (GFZ) von 2,4 aufwies. Samuel Properties verklagte die Stadt auf 35 Millionen Schadensersatz, da der bisherige Bebauungsplan eine GFZ von 5,0 aufgewiesen hatte. Im Laufe des Frankfurter Häuserkampfes hatte die Stadt ihre Stadtentwicklungsstrategie geändert. 1979 verkaufte Samuel Properties das Gebäude an den holländischen Pensionsfonds PGGM. Diese setzte die Klage fort und strebte ein Hochhaus mit 20 Stockwerken an.
In der Befürchtung, den Prozess zu verlieren, genehmigte der Frankfurter Magistrat im September 1983 eine Höhe von 14 Stockwerken. Diese Entscheidung führte zu einer heftigen politischen Debatte, deren Höhepunkt der Auszug der SPD aus der Plenarsitzung der Stadtverordnetenversammlung im Dezember 1983 war. Am Ende einigte sich Stadt und Investor auf 10 Stockwerke, die jedoch durch eine auf 2,95 erhöhte GFZ und damit eine größere Nutzfläche ergänzt wurden.
Das 10-geschossige Bürogebäude kombinierte blaue verspiegelte Glasfassaden mit rotem Sandstein. Mit einer Bürofläche von ca. 23.000 m² (Bruttogrundrissfläche: ca. 45.300 m²) und ca. 446 Pkw-Stellplätze auf 3 Untergeschoss-Ebenen wurde die Bürofläche gegenüber den Vorgängerbauten massiv ausgeweitet. Architekten waren eine Arbeitsgemeinschaft mit Nägele Hoffmann Tiedemann, Frankfurt.
Das Hauptgebäude bildete ein Halbrund, dass sich zum Odina-Bott-Platz hin öffnet. Der hintere Teil des Gebäudes wird von drei Flügeln gebildet. Der eine der beiden äußeren Flügel liegt parallel zur Bockenheimer Landstraße, der andere zur Staufenstraße. Dazwischen nutzt der dritte, kleinere Flügel den rückwärtigen Platz.
Hauptmieter war zuletzt die Deutsche Bank.

## Revitalisierung

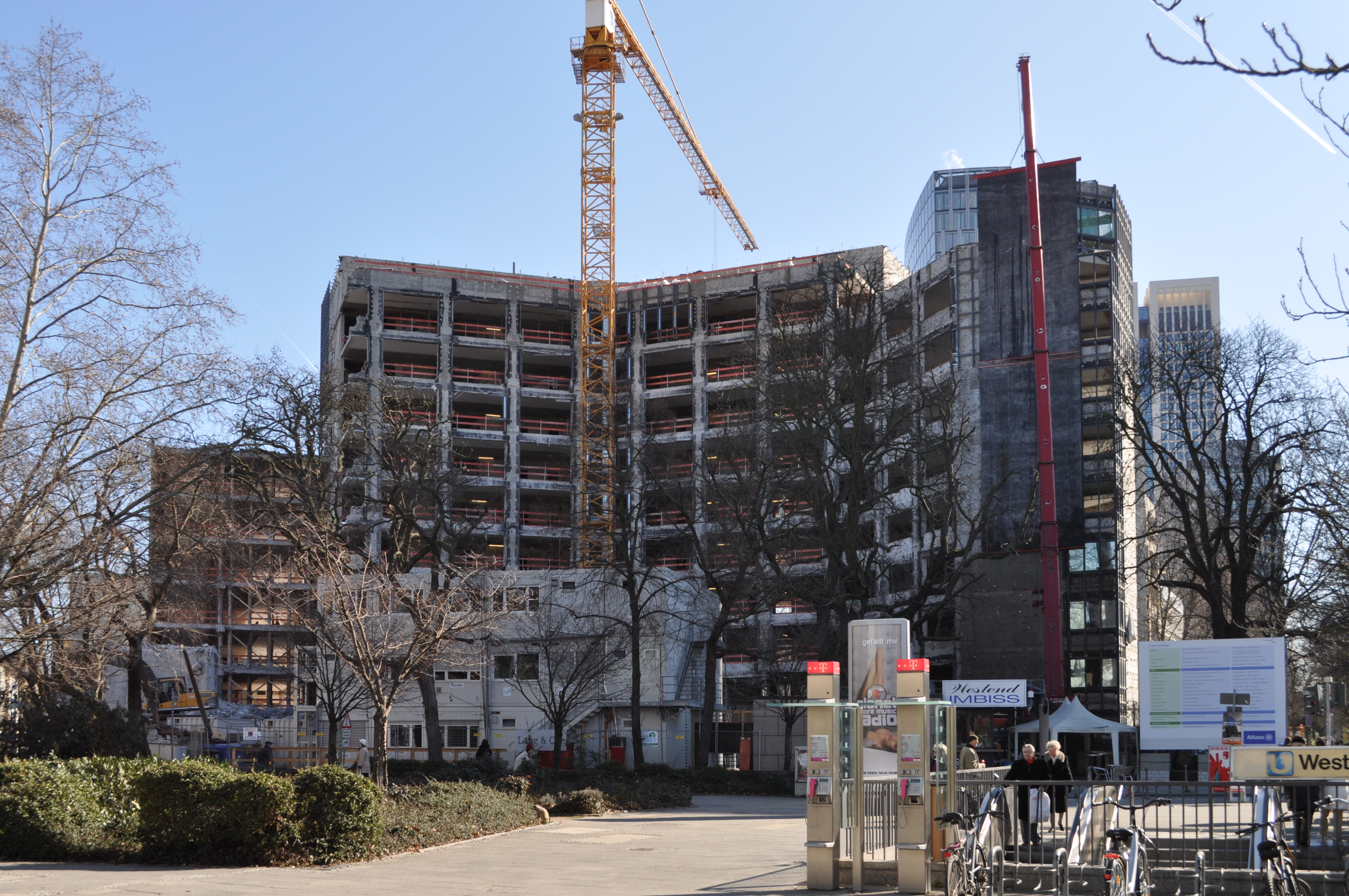
Während der Revitalisierung 2011

Durch den Eigentümer erfolgte eine Revitalisierung, mit der die Fassaden neu gestaltet wurden und das Gebäude energetisch auf den neuesten Stand gebracht wurde.
Gemäß der Immobilienzeitung vom 16. August 2010 hat der niederländische Projektentwickler OVG das Gebäude zusammen mit der Revitalisierungsplanung im Auftrag des IVG Institutional Funds im August 2010 an Allianz Real Estate Germany verkauft. Das rund 29.000 m² große Gebäude wird komplett an Allianz Global Investors vermietet.
Allianz Global Investors (AllianzGI) bezog das Triton im Jahr 2013.
Mit dem Umbau des zehngeschossigen Tritons hat Allianz den Frankfurter Projektentwickler Lang & Cie. beauftragt, der unter anderem auch für den Neubau der Deutschen Börse in Eschborn mitverantwortlich zeichnete. Die Revitalisierung des 80er-Jahre-Gebäudes Triton war sehr aufwendig. Nach der von OVG erarbeiteten Projektplanung sollte beispielsweise das Verhältnis von Bruttogeschossfläche zu Mietfläche von 73 % auf 83 % verbessert werden. Im Gebäude sind nun Großraumbüros genauso möglich wie Einzelbüros. Zudem wurde seitens der Allianz die Idee der OVG aufgegriffen, aus dem Gebäude ein Green Building zu machen mit einer Zertifizierung nach dem Gütesiegel DGNB Platin. Dazu tragen unter anderem ein Blockheizkraftwerk und eine Dachbegrünung bei.

## Hölderlin-Gedenkstätte

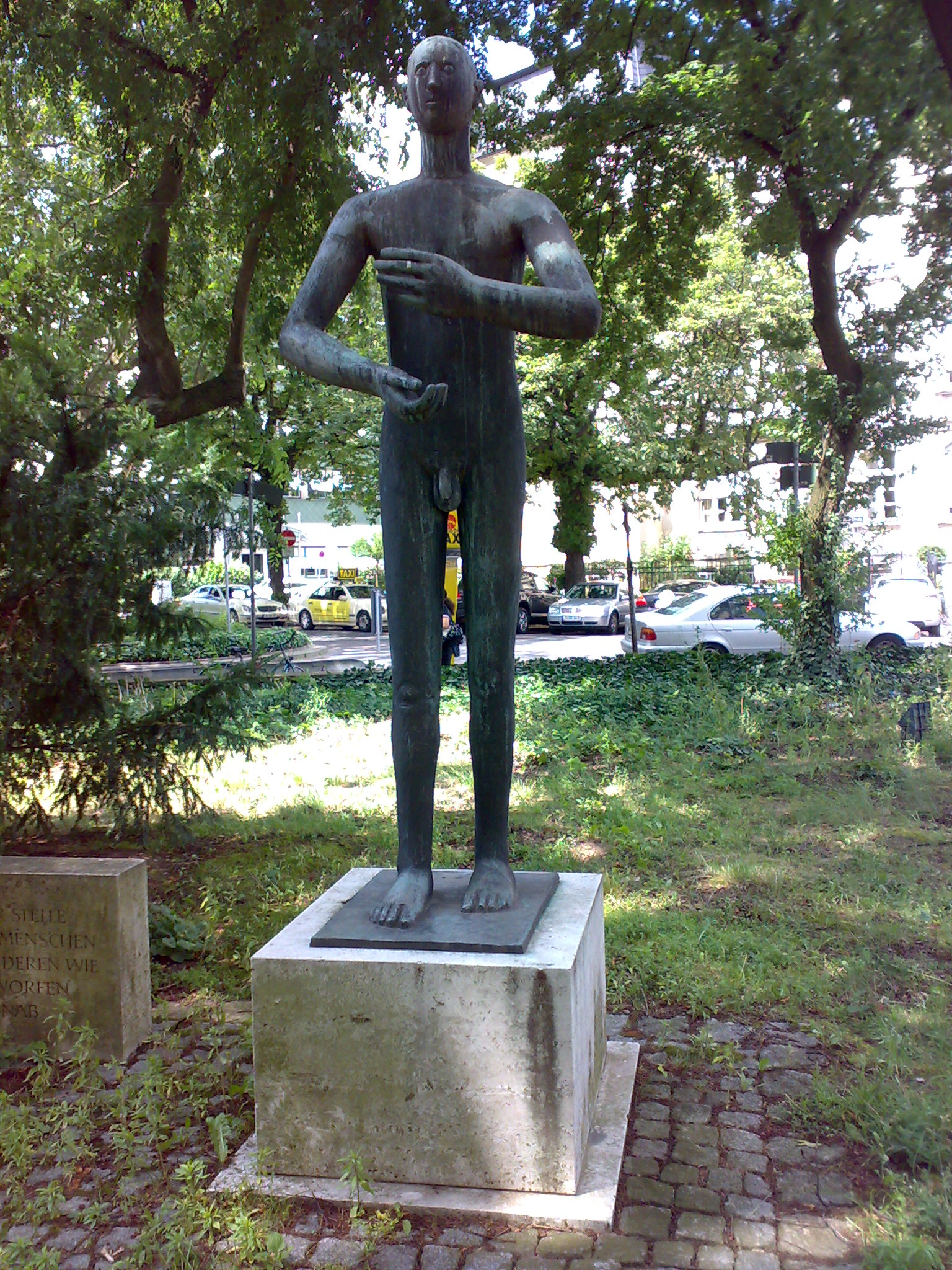
Hölderlin-Gedenkstätte

Vor dem Gebäude erinnert eine Gedenkstätte an Friedrich Hölderlin. Das Bronzedenkmal von Hans Mettel im Frankfurter Westend, Bockenheimer Landstraße 42 /Ecke Freiherr-vom-Stein-Straße wurde am 31. August 1957 eingeweiht. Die Gedenkstelle besteht aus der abgebildeten überlebensgroße Jünglingsfigur und einem Gedenkstein, auf dem "Hyperions Schicksalslied" eingemeißelt ist. Hölderlin lebte 1796 bis 1798 als Hauslehrer bei der Bankiersfamilie Gontard im Haus Bockenheimer Landstraße 42.